# Вилађо д'Анунцио (Бреша)
Вилађо д'Анунцио је насеље у Италији у округу Бреша, региону Ломбардија.
Према процени из 2011. у насељу је живело 25 становника. Насеље се налази на надморској висини од 106 м.